# Valsning
Valsning er en plastisk bearbejdning af et materiale. Emnet passerer gennem to eller flere roterende valser hvorved længde, tykkelse og bredde kan ændres samtidig med at dets indre struktur forandres.
Inden for metalindustrien er valsning den dominerende bearbejdningsproces ved fremstilling af en række produkter, for eksempel stænger, tråd, plader og båndmetal. Valsning kan også anvendes ved bearbejdning af plast, glas, tekstiler, fødevarer og papir og kaldes da undertiden kalandrering.